# Frank Saul
Frank Benjamin Saul (nascido em 16 de fevereiro de 1924) é um ex-jogador norte-americano de basquete profissional que disputou seis temporadas na National Basketball Association (NBA), levando o tradicional anel de campeão quatro vezes. Jogou universitariamente pelo Seton Hall Pirates, deixando a universidade após seu ano de calouro para servir por três anos no Exército dos Estados Unidos durante a Segunda Guerra Mundial. Saul marcou o milésimo ponto da carreira durante a partida contra a Universidade de Creighton, no dia 5 de março de 1949, fazendo dele o primeiro jogador de Seton Hall a alcançar esse marco. Saul era conhecido como "Pep Saul" durante a carreira.

## BAA/NBA
Foi selecionado pelo Rochester Royals como a décima escolha geral no draft da BAA (hoje NBA) em 1949. Venceu quatro campeonatos consecutivos da NBA com o Rochester Royals em 1951 e com o Minneapolis Lakers de 1952 a 1954. Saul e Steve Kerr são os únicos jogadores na história da NBA a vencer quatro campeonatos com duas equipes diferentes em temporadas consecutivas.

## Detalhes
Criado em Westwood, interior do estado da Nova Jérsei, Saul passou três anos no colégio Santíssima Trindade, em Hackensack, Nova Jérsei, onde jogou beisebol e basquete. O ex-basquetebolista já foi residente de East Hanover, Nova Jérsei.